# کورپاتی
کورپاتی (به لاتین: Kurpaty) یک منطقهٔ مسکونی در اوکراین است که در Yalta Urban Okrug واقع شده‌است. کورپاتی ۰٫۶۹۶۵ کیلومتر مربع مساحت و ۱۳۶ نفر جمعیت دارد و ۲۶۹ متر بالاتر از سطح دریا واقع شده‌است.